# Ménage à trois
Ménage à trois (українською з фр. — «любов утрьох») — термін французького походження, що описує сімейний зв'язок, коли троє людей перебувають у поліамурних романтичних або статевих стосунках один з одним і часто проживають разом; як правило, це традиційний шлюб між чоловіком і жінкою разом з іншою особою. Раніше фраза означала скоріше статеві стосунки, у яких залучено три особи. У наш час термін розширився до позначення будь-яких стосунків між трьома особами незалежно від того, чи мають вони статевий підтекст, чи ні.

## Приклади

### Українська література
Роман «Місто», написаний Валер'яном Підмогильним, чудово ілюструє концепцію кохання в трьох через взаємозв'язок головного героя Степана Радченка з жінкою, яка ласкаво озивалася на Мусінька, і її чоловіка.

#### Англійською мовою
- Birbara Finocster, Michael Foster, Letha Friehakd. Three in Love: Ménages à trois from Ancient to Modern Times. ISBN 0-595-00807-0.
- Vicki Vantoch. The Threesome Handbook: A Practical Guide to sleeping with three. ISBN 9781568583334.

#### Польською мовою
- Barbara Foster, Michael Foster i Letha Hadady Miłość we troje. Ménage à trois od starożytności po czasy współczesne, tł. Elżbieta Abłamowicz, Agnieszka Smith, Warszawa 1999, Wydawnictwo Jacek Santorski & Co., ISBN 83-86821-70-1 (Three in Love. Ménage à trois from Ancien to Modern Times 1997)